# Federazione di baseball degli Stati Federati di Micronesia
La Federazione micronesiana di baseball (eng. Federated States of Micronesia Baseball Federation) è un'organizzazione fondata per governare la pratica del baseball e del softball negli Stati Federati di Micronesia.
Organizza il campionato maschile e di softball femminile, e pone sotto la propria egida la nazionale maschile e di softball femminile.